# کتابخانه مسجدالحرام

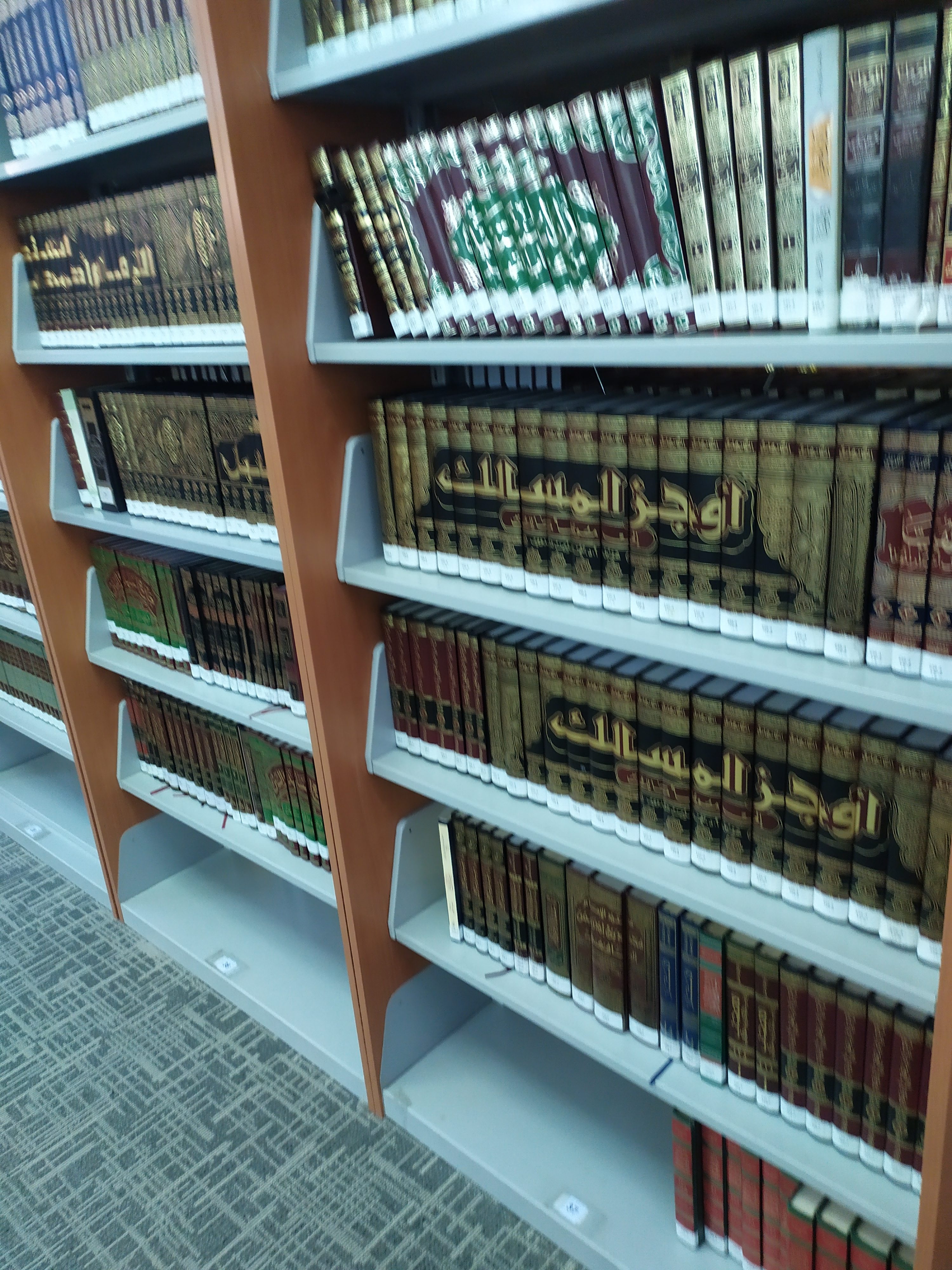
کتابخانه حرم مکه مکرمه در مسجد الحرام

کتابخانهٔ مسجدالحرام یا کتابخانهٔ حرم شریف (به عربی: مكتبة الحرم المكي الشريف) کتابخانه‌ای بزرگ در مکه است که بیش از ۳۵۰ هزار نسخه خطی و کتاب نفیس را نگه می‌دارد. در  ۱۹۷۹ فضای آن به بیرون از مسجدالحرام جابجا شد و گسترش آن در دستور کار وزات حج عربستان قرار گرفت.